# Travis Smith
Travis Smith (San Diego, 26 febbraio 1970) è un illustratore statunitense.
È un designer grafico noto soprattutto per aver creato l'artwork di numerosi album discografici di gruppi heavy metal. Il suo primo lavoro in questo settore fu la copertina dell'album Bleeding degli Psychotic Waltz (1996); il risultato fu giudicato piuttosto innovativo e accattivante, e ne conseguirono numerose richieste da parte di altre band (soprattutto metal e indie). A partire dal 2000, Smith ha iniziato a dedicarsi a quest'attività a tempo pieno. Fra le sue copertine più note, oltre a quella di Bleeding, si possono citare quelle di Elements of Anger (Sadus), Adagio (Solitude Aeternus) , The Sound of Perseverance (Death) oltre che The Fragile Art of Existence dei Control Denied.

## Gruppi
Travis Smith ha collaborato con gran parte dei gruppi della scena heavy metal degli anni novanta e 2000. In alcuni casi (per esempio Opeth, Katatonia) la collaborazione si è sviluppata su più album. Un elenco non completo dei gruppi per cui Smith ha realizzato l'artwork per uno o più album include:
- Age of Silence
- Algol
- Anathema
- Anti-Depressive Delivery
- A Triggering Myth
- Axenstar
- Beyond The Embrace
- Beseech
- Bloodbath
- Bronx Casket Co.
- Charon
- CJSS
- Cold Hand of Christ
- Cold Colours
- Control Denied
- Cuts You Up
- Dave Mustaine
- Daylight Dies
- Deadsoul Tribe
- Death
- Death Machine
- DeCeMBeR
- Demons & Wizards
- Der Geist
- Destroyed By Anger
- Diabolical Masquerade
- Draconian
- Dragonlord gruppo musicale)
- Enforsaken
- Fifth Reason
- Fleshgod Apocalypse
- Flotsam and Jetsam
- For My Pain
- God Forbid
- Gordian Knot
- HatePlow
- Hellion
- Iced Earth
- CM Identity 6
- CM Identity 7
- Inhuman Visions
- Jag Panzer
- Katatonia
- King Diamond
- Labyrinth
- Lacrimas Profundere
- Lilitu
- Lux Occulta
- Malediction
- Malevolent Creation
- Megadeth
- Mercenary
- Metallica
- Murder My Love
- My Darkest Hate
- the NATO project
- Nevermore
- Novembers Doom
- Novembre
- One30edge
- Opeth
- Overkill
- Power Symphony
- Prototype
- Psychotic Waltz
- Redemption
- Riverside
- Room 63
- Sadus
- Shadowdance
- SinaiBeach
- Skinlab
- Society 1
- Soilwork
- Solitude Aeturnus
- Soul Embraced
- Strapping Young Lad
- Substance for God
- Subterranean Masquerade
- Suffocation
- Symphorce
- Testament
- The Defaced
- Trance of Mine
- Tweltfth Gate
- Devin Townsend
- Trail of Tears
- Tystnaden
- Unjust
- Warrel Dane
- Watch Them Die
- Winds
- Winters Bane
- Zero Hour

## Stile e tecnica
Dato il particolare contesto in cui lavora, non sorprende che le opere di Smith siano in genere gotiche (o addirittura horror). Sono solitamente realizzate a partire da materiale fotografico dello stesso Smith, rielaborato attraverso strumenti software standard come Adobe Photoshop, QuarkXpress e Adobe Illustrator.